# Nils Malmfors
Nils Anton Eugen Malmfors, född 4 juni 1899 i Mo socken, Ångermanland, död 28 november 1980 i Stockholm, var en svensk ämbetsman.

## Biografi
Nils Malmfors var son till disponenten Anders Anton Olsson. Efter studentexamen vid Härnösands högre allmänna läroverk 1917 blev han student vid Stockholms högskola och Kungliga Tekniska högskolan. Malmfors avlade 1919 en filosofie kandidatexamen vid Stockholms högskola och utexaminerades från Kungliga Tekniska högskolans avdelning för väg- och vattenbyggnadskonst 1921. Åren 1922–1933 arbetade han som amanuens vid Kommerskollegium och avlade 1926 juris kandidatexamen vid Stockholms högskola. 
Han var 1929–1933 sekreterare i 1929 års sockersakkunniga, 1932 sekreterare i 1932 års sockerkommission, 1932–1935 sekreterare i mjölknämnden och 1933–1935 i slakterinämnden. Malmfors var 1933–1939 tillförordnad byrådirektör i Lantbruksstyrelsen och samtidigt 1934 sekreterare i smör- och margarinkommittén, ledamot av och sekreterare i kommittén angående spannmålsodlingens stödjande 1934–1935, samt var kanslichef i Statens jordbruksnämnd 1935–1939. Han  var även ledamot av 1936 års skogsutredning 1936–1943, ledamot av konjunkturinstitutets nämnd från 1937 och ordförande där 1954–1961, ledamot av 1938 års jordbruksutredning 1938–1940, statssekreterare i folkhushållningsdepartementet 1939–1947, ledamot av 1941 års sockerkommission under 1941, ordförande i 1944 års norrlandskommission 1943–1949, samt ledamot av kommissionen angående ekonomisk efterkrigsplanering 1944–1945. 
Malmfors var 1944–1946 kansliråd i handelsdepartementet, generaldirektör och chef för Riksnämnden för ekonomisk försvarsberedskap 1947. Han var 1947–1949 sakkunnig vid de skandinaviska försvarsförhandlingarna. 1947–1948 ordförande i statens handelskommission, ledamot av kommittén angående näringslivets lokalisering 1947–1951, ledamot av export- och importberedningen 1947 samt ledamot av kommittén angående allmänna förfogandelagen 1948–1949. Malmfors var 1948–1950 VD i Sveriges skogsägareföreningars riksförbund, ledamot av styrelsen för Norrbottens Järnverk från 1949 och vice ordförande där 1953 samt ordförande i producentbidragsutredningen 1949–1951. Han var 1950–1957 ordförande och chef för handels- och industrikommissionen, ledamot av kommissionen angående avskaffandet av kvantitativa restriktioner för import till Sverige 1950–1951, ledamot av styrelsen för Livförsäkrings AB Thule från 1952 och ordförande där från 1961, ordförande i kommittén angående produktionsbefrämjande åtgärder 1952–1954 och generaldirektör och chef för kommerskollegium 1954–1966. Malmfors var från 1954 statlig revisor i Svenska handelsbanken, 1954–1956 ordförande i stabiliseringsnämnden, 1955–1957 ordförande i norrländska vattenkraftutredningen, 1956 ordförande i storflygplatsutredningen, 1957–1962 ordförande i handelslicensnämnden, 1957 ordförande i frihandelsdelegationen och 1966–1968 i eldistributionsutredningen.
Nils Malmfors blev 1946 ledamot av Kungliga Skogs- och Lantbruksakademien och 1947 ledamot av Kungliga Krigsvetenskapsakademien.

## Utmärkelser
- Kommendör med stora korset av Nordstjärneorden, 6 juni 1959.[2]